# زفیرنیوس
پاپ زفیرنیوس (به انگلیسی: Pope Zephyrinus) یکی از پاپ‌های کلیسای کاتولیک رم بود که در رم به دنیا آمد و بین سال‌های ۱۹۹ تا ۲۱۷ میلادی پاپ بود.